# Близнецов, Павел Иванович
Па́вел Ива́нович Близнецо́в (29 июня 1913, Тамбов, Российская империя — 24 сентября 1989, Гундельфинген, Германия) — протоиерей католической церкви византийского обряда, настоятель Русской церкви в Фатиме, создатель и руководитель пастырского центра для русских эмигрантов и типографии «Варяг» в Гундельфингене, участник Русского апостолата.

## Биография
Крещен в православии. Окончил университет по специальности инженера.
Во время Второй мировой войны служил летчиком, имел офицерское звание, был начальником химической службы батальона аэродромного обслуживания, в 1942 году попал в плен, затем оказался в Британской зоне оккупации Германии, дабы избежать выдачи в СССР бежит в Италию, попадает в приют для перемещенных лиц, где знакомится с Филиппом де Режис, в 1947 принимает католичество, поступает в «Руссикум».
По рукоположении в священный сан в 1952 году служил среди своих соотечественников в Гундельфинген (Брайсгау) в Западной Германии; вместе с Пьетро Модесто преподавал на курсах для русских Ди ПИ в Лойтерсдорф под руководством Болеслава Слосканса. Создал типографию и издательство «Варяг», печатал книги на русском языке. Публиковался под псевдонимом «Дидимов» (греческий перевод фамилии). В книге «Пути Господни неисповедимы» воспроизводит свой жизненный путь и размышляет над фактами истории взаимоотношений Ватикана и России, особое место уделяет тайне Фатимского откровения.
C 1970 года служил в русском храме в честь Успения в Фатиме, построенном при паломническом центре американской организации мирян «Голубая армия» (Blue Army of Our Lady of Fatima), где хранился т. н. «Ватиканский» список Казанской иконы Божией Матери. Позже вернулся в Западную Германию, оставив место протоиерею Иоанн Моватт (John Mowatt), ирландскому иезуиту византийского обряда. Похоронен Гундельфингене на Лесном кладбище.

## Сочинения
- П. Дидимов. Пути Господни неисповедимы. Брюссель: Жизнь с Богом, 1952 (Переиздание — Брюссель, 1995). 68 c.